# 揚げサツマイモ

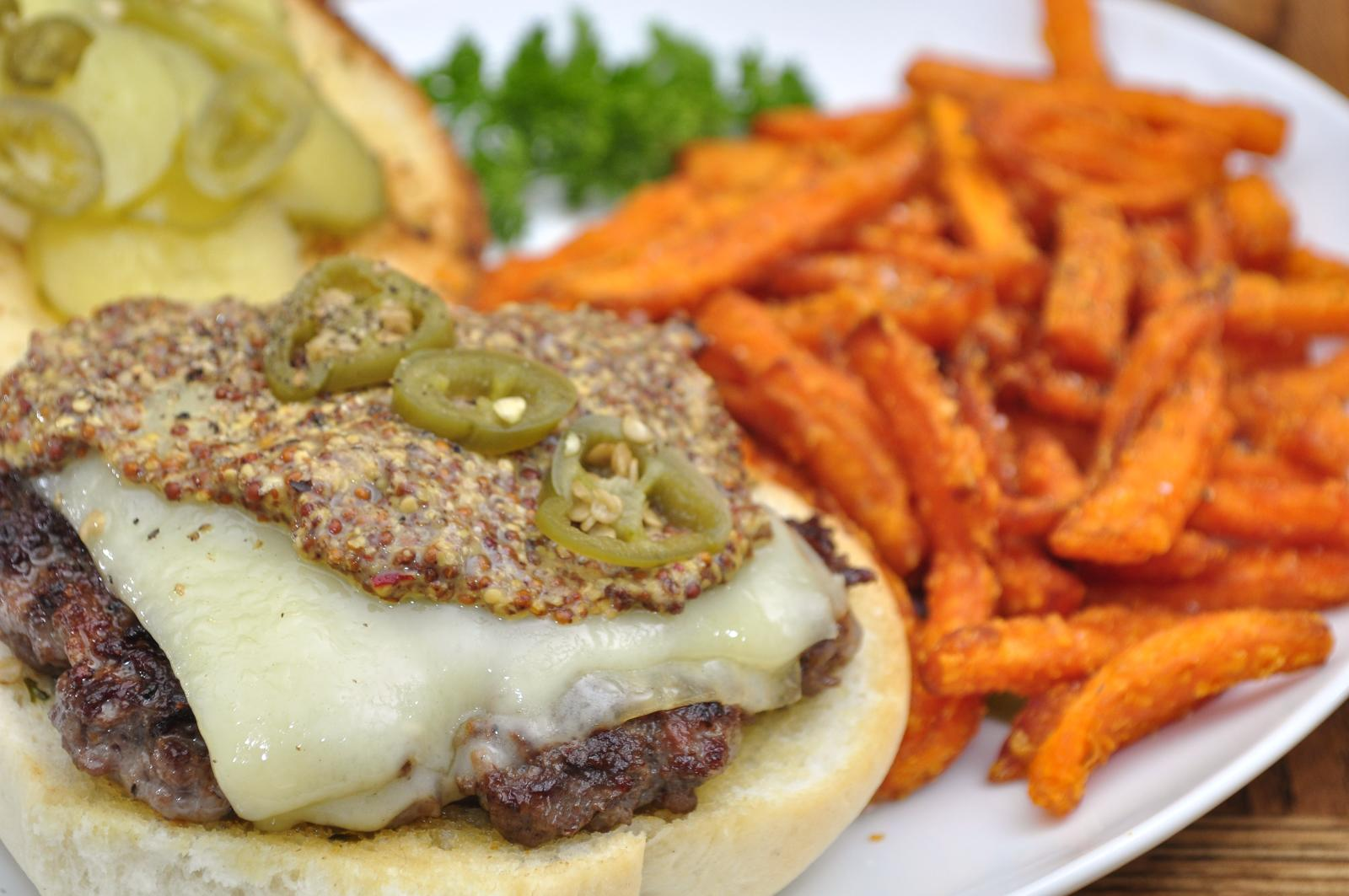
チーズバーガーと揚げサツマイモ

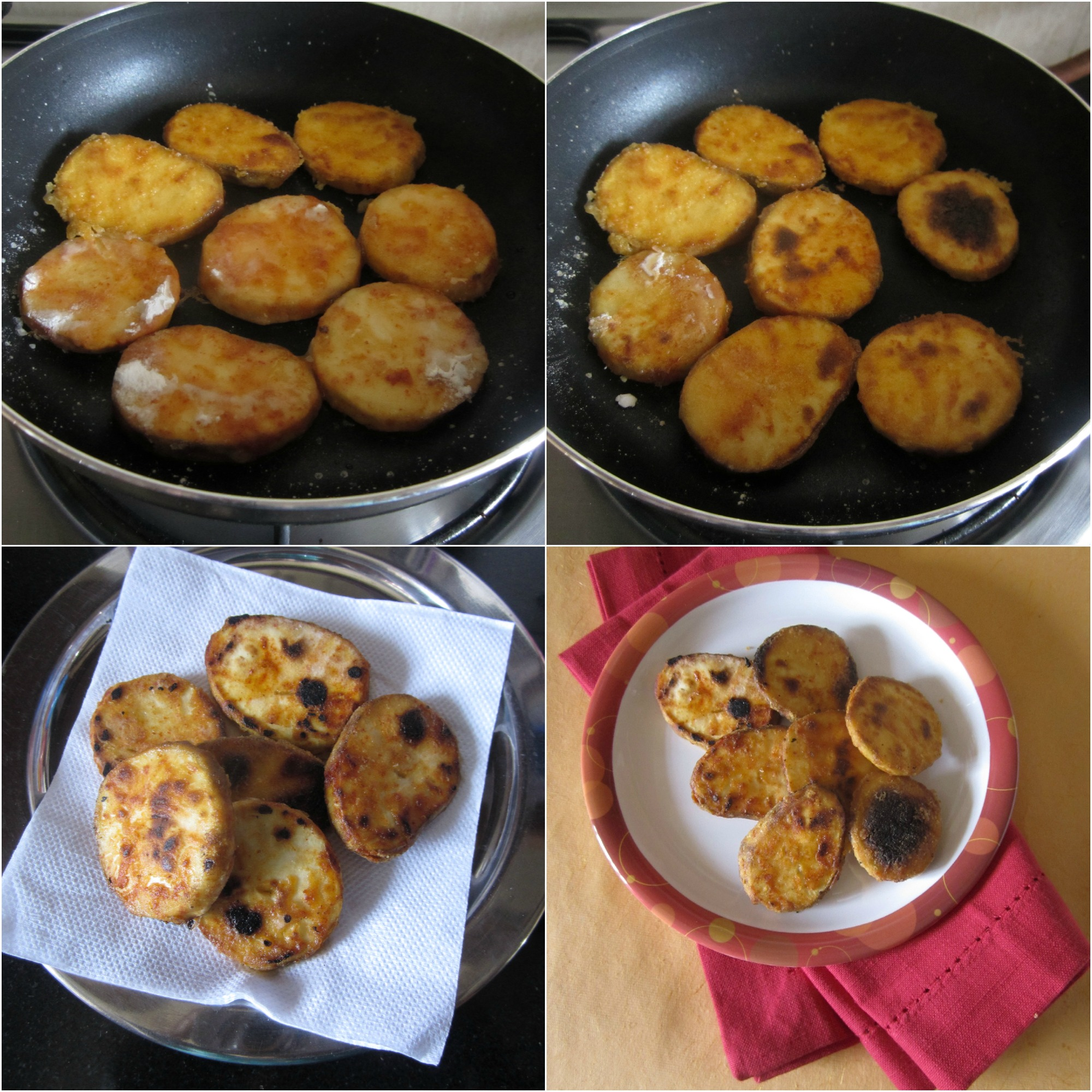
サツマイモに衣をつけて揚げたインド料理、カナンガポディタワ

揚げサツマイモ（あげサツマイモ）、あるいはフライドスイートポテトは、ジャガイモの代わりにサツマイモを使ったフライドポテトの一般的な派生料理。ギニア料理においては、揚げサツマイモはパタテス（Patates）と呼ばれ、フライドポテトの材料としてはジャガイモより一般的で、より頻繁にサツマイモが用いられる。
米国においては、揚げサツマイモの調理法は19世紀にまで遡る。サツマイモを揚げる前に湯通ししておく調理法もあれば、砂糖と一緒に揚げる調理法もある。
ゴグマツウィギムは、朝鮮料理における揚げサツマイモである。カナンガポディタワは、サツマイモに軽く衣を付けて揚げたインド料理である。 

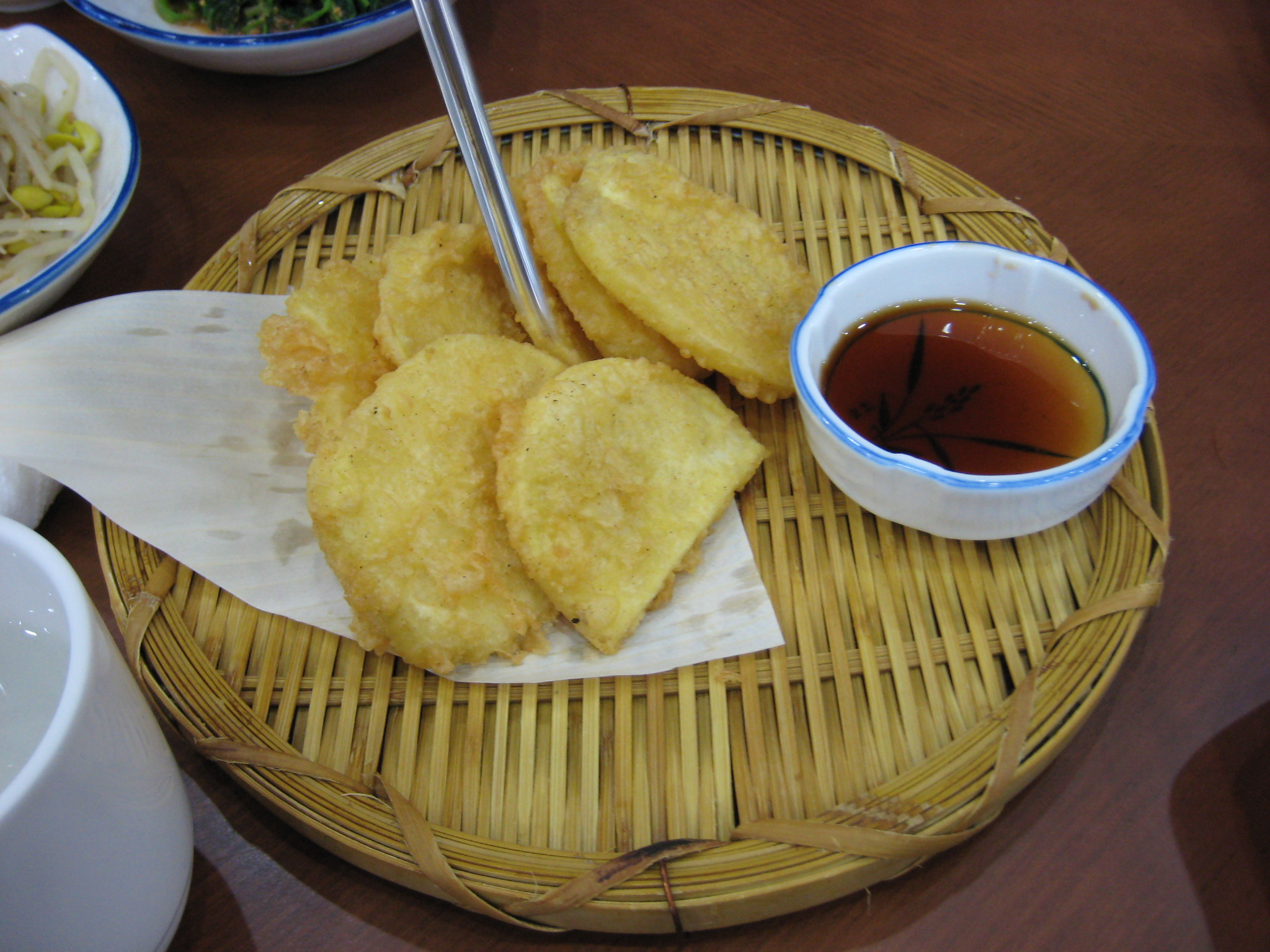
朝鮮料理における揚げサツマイモであるゴグマツウィギム
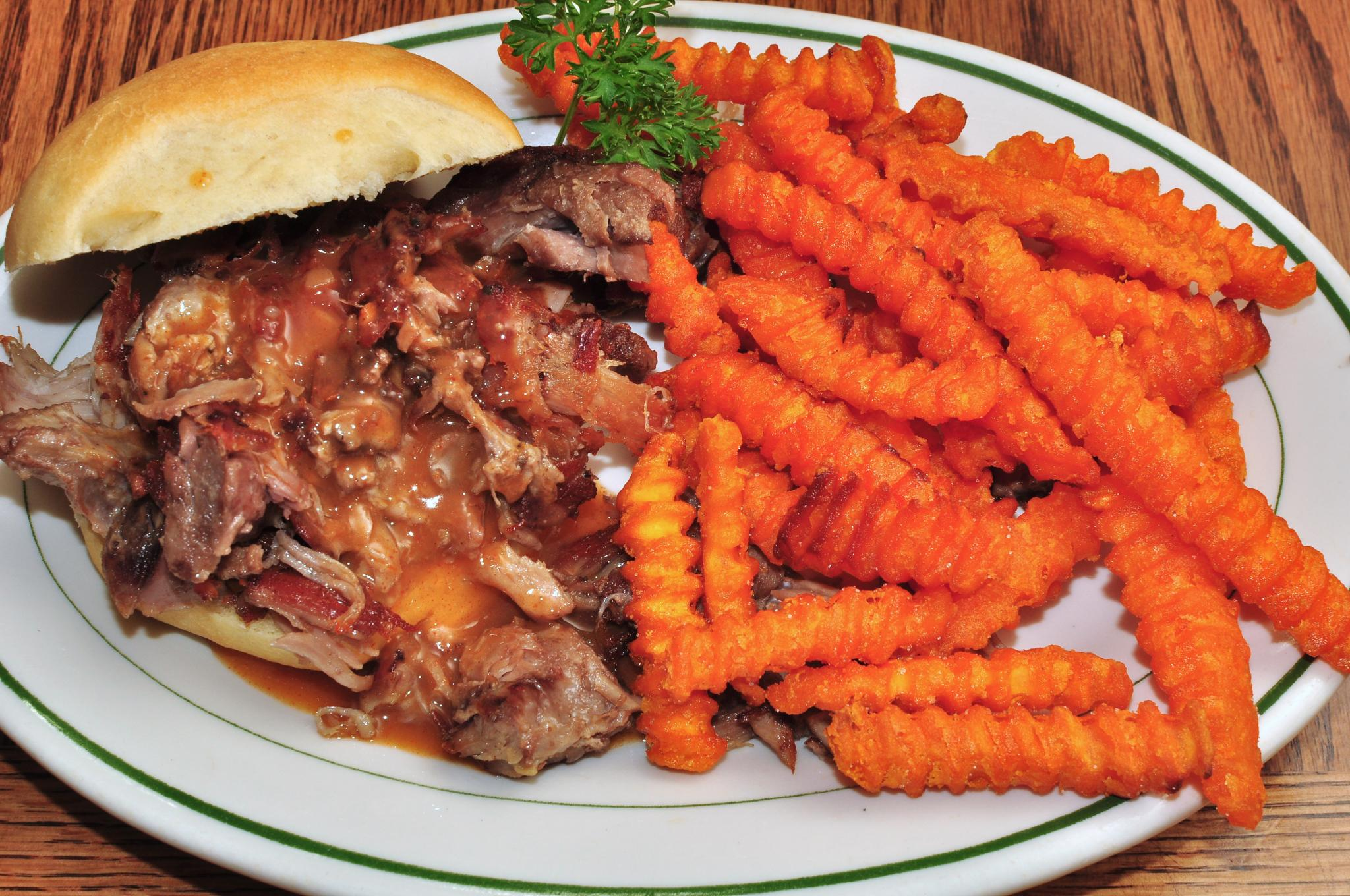
付け合わせとして食される、ギザギザに切った揚げサツマイモ
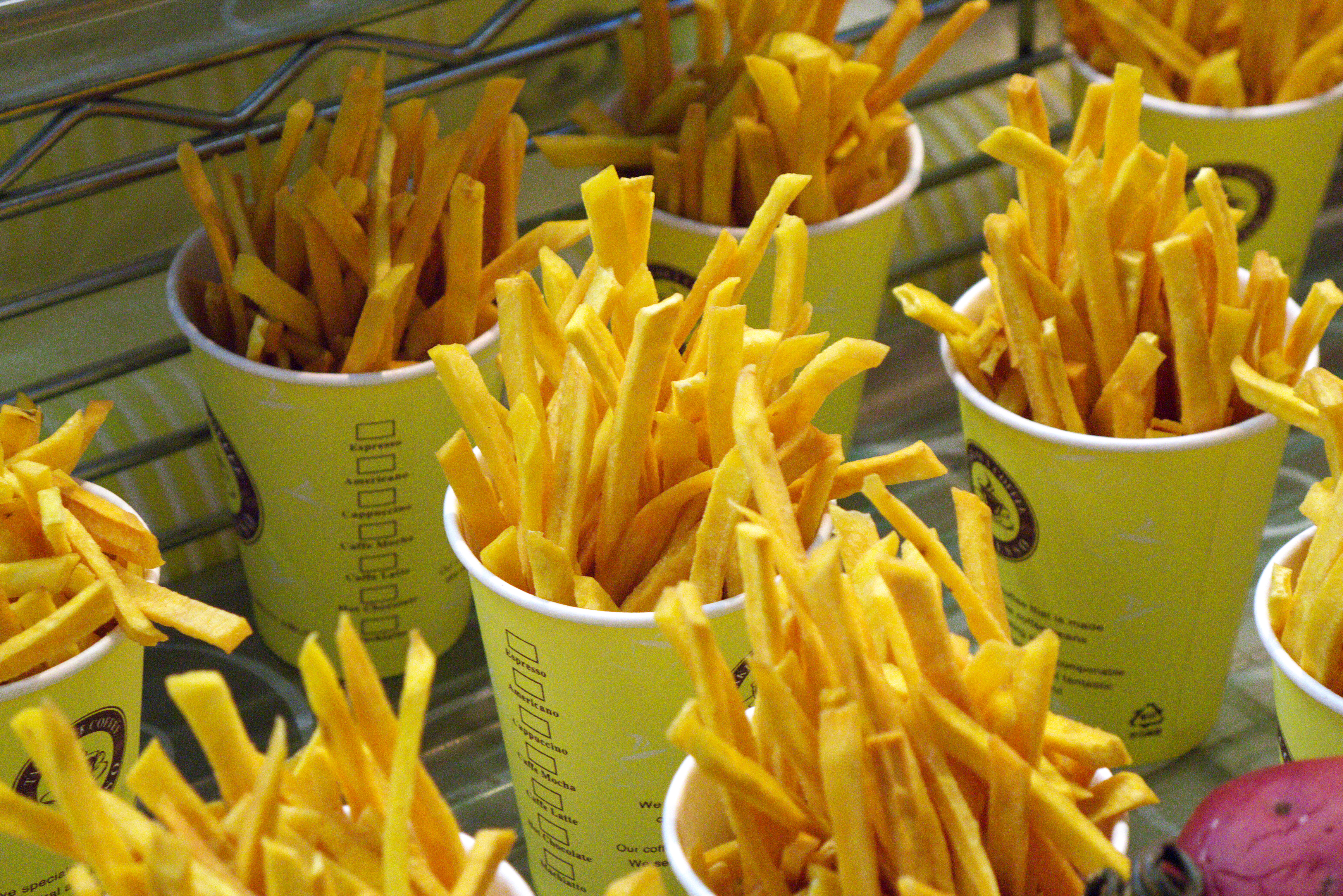
ソウルの屋台で売られているゴグマスティック（揚げサツマイモ）

## 栄養素
ジャガイモを用いたフライドポテトと比較すると、調理前の段階では、どちらも同程度のマクロ栄養素やカロリー、炭水化物、食物繊維、脂質を含有している。揚げサツマイモが食物繊維、カルシウム、ビタミンAを豊富に含むのに対して、ジャガイモのフライドポテトは鉄分やカリウム、ビタミンCをより多く含有する。揚げた後はどちらも殆ど同程度の脂質を有する一方で、揚げサツマイモを油で揚げずに焼いた場合、含まれる脂質は遙かにより少なくなる。